# Мирча (Ужгородський район)
Ми́рча — село в Україні, у Закарпатській області, в Ужгородському (до липня 2020 у Великоберезнянському) районі. Населення — 686 чоловік. Підпорядковане Малоберезнянській сільській раді. Село розташоване в правобережній частині долини річки Уж.

## Історія
Заснував село у XVI столітті шолтес на прізвище Мирча. Можливо, село назване на його честь. Також є легенда, що перед переселенням на ці території нових переселенців всі місцеві жителі вимерли від так званої хвороби мірчи (достеменно невідомо, що то була за хвороба, але можна припустити що це була жовтяниця).
Перша згадка у 1551-році як Merche у 1739-Mércse, 1768-Mircse, 1800 Merse, 1851-Mircse, 1913-Mércse.
У 1567 тут проживали 6 родин. У 1599 тут мешкало вже 21 господарство.
Наприкінці XVII — на початку XVIII століть кількість населення раптово зменшилася, а у 1715 тут проживали 7 господарств.
З джерел відомо, що у селі на рубежі 1630-х років існувала православна церква. У 1751 році тут існувала дерев'яна церква, яка мала два дзвони і образи. Біля церкви стоїть дерев'яна дзвіниця.
16 березня 1939 року при наближенні окупаційних угорських військ евакуювались до Словаччини студенти і викладачі Торговельної академії зі Сваляви, у селі Мірча були обстріляні чеськими жандармами.
храм Покрови пр. богородиці. 1820.
У 1549 р. село належало до володінь ужгородських Друґетів, а потім перейшло до Друґетів гуменських. Серед зібраних ученим Іваном Панькевичем «покрайніх» записів є згадка про записи на рукописному Євангелії з Мирчі, що зберігалося в бібліотеці Національного музею в Будапешті.
Серед багатьох цікавих для історії села заміток, ішлося і про те, що цю книгу купив за 12 золотих Демко Романчин Василевят за останнього пана з Друґетів Яноша Гомоная і дав її до церкви св. Козьми і Даміана в селі Мирча ієрею Луці, про що той зробив запис 12 квітня 1634 р. Книгу дав поправити 20 травня 1666 р. Іван Балаж з дружиною Федею та братом Матієм. У церкві зберігається «Апостол», у якому поряд з іншими записами півцевчитель Іоан Ревай записав у 1888 р., що вже 22 роки служить у селі. За спогадами, найдавніша церква (а також село) була в урочищі Мерицьке, а наступна стояла в місцевості За Чоколавським (тепер — за залізницею).
У 1751 р. в Мирчі була дерев'яна церква Покрови в доброму стані з двома дзвонами, забезпечена всіма місцевими образами і старими апостолами, мальованими на полотні. Мабуть, ця споруда стояла в селі аж до 1820 p., коли було збудовано муровану церкву добрих пропорцій зі стрункою вежею, що й нині прикрашає центр села. Як розповідає церківник Василь Данко (1923 р. н.), церкву будували за священика Сича (дотепер зберігся Сичув сад, де була фара), якого люди утримували, почергово харчуючи по хатах. Бічні апсиди і вівтарну апсиду прибудували за Чехословаччини. Договір щодо розширення церкви уклав з громадою у 1937 р. Бейла Уйгелі, а вартість робіт становила 20 тисяч корон.
У 1939 р. запланували ремонтні роботи, до яких входило і спорудження хорів. Кошториси склали майстри Г. Павлович та Й. Бем, перевагу віддали Павловичу. Старого іконостасу, на жаль, уже немає. У 1960 р. за куратора Пудгородського ікони перемалювали, а в кінці 1980-х років поставили новий іконостас з новими іконами роботи В. Павліщука, а також розмальовано інтер'єр. Залишки старого іконостасу спалили в листопаді 1997 р.
Вціліла перемальована ікона «Зняття з хреста», на звороті якої 1 жовтня 1960 р. зроблено запис про перемалювання, а також видніється старий напис по латині: «Малювали Ґ. та І. Жолнаї за кураторів Симона Слов'янича та Степана Балажа 180… року». Друга збережена ікона — «Покрова пр. богородиці».
Біля церкви стоїть простенька одноярусна каркасна дерев'яна дзвіниця з двома дзвонами. Великий дзвін виготовив дзвонар Ф. Еґрі в 1920-х роках, а менший відлив у М. Ґеївцях у 1832 р. майстер Ласло Шандор Немеш за кураторів Андрія Балажа та Михайла Ількулича.

## Населення
Згідно з переписом УРСР 1989 року чисельність наявного населення села становила 685 осіб, з яких 331 чоловік та 354 жінки.
За переписом населення України 2001 року в селі мешкали 674 особи.

### Мова
Розподіл населення за рідною мовою за даними перепису 2001 року:
| Мова       | Кількість | Відсоток |
| ---------- | --------- | -------- |
| українська | 684       | 99.70%   |
| російська  | 1         | 0.15%    |
| словацька  | 1         | 0.15%    |
| Усього     | 686       | 100%     |

## Туристичні місця
- храм Покрови пр. богородиці. 1820.
- Ужанська долина

## Відомі люди
- Фізер Іван Михайлович — український літературознавець, перший президент Американської асоціації українознавства.
- Ревай Юліян — визначний політичний і освітній діяч Закарпаття, прем'єр-міністр Карпатської України.
- Ревай Федір — лідер Українського Національного Об'єднання, заступник Голови Сойму Карпатської України.
- Глуханич Андрій — голова Української громади Вікторії (Мельбурн, Австралія), член ОУН з 1937.
- Кичак Юрій Михалович — відомий журналіст верховинського краю, багатолітній беззмінний редактор районної газети «Карпатська зірка».